# David Foster Wallace

David Foster Wallace (2006)

David Foster Wallace (* 21. Februar 1962 in Ithaca, New York; † 12. September 2008 in Claremont, Kalifornien) war ein US-amerikanischer Schriftsteller und Hochschullehrer. Bekannt wurde er durch seinen 1996 veröffentlichten Roman Infinite Jest (Unendlicher Spaß). Das Magazin Time zählt das Werk zu den wichtigsten englischsprachigen Romanen, die zwischen 1923 und 2005 erschienen sind. Wallace’ Leben war vom Kampf gegen seine schwere Depression und seine Alkoholabhängigkeit gekennzeichnet. Er nahm sich im Alter von 46 Jahren während einer schweren depressiven Episode das Leben.

## Leben

### Familie
David Foster Wallace wurde 1962 als erstes Kind von James Donald Wallace und Sally Foster Wallace geboren. Seine Schwester Amy kam 1964 zur Welt. Wallace wuchs in dem kleinen Ort Philo südlich von Urbana, Illinois, auf, dessen für den Mittleren Westen der Vereinigten Staaten typisches Kleinstadtleben er in zahlreichen Essays und Kurzgeschichten verarbeitete.
Wallace’ Vater stammte aus einer akademischen Familie und übernahm, nachdem er sein Philosophiestudium an der Cornell University abgeschlossen hatte, im Herbst 1962 einen Lehrauftrag an der Universität Illinois in Urbana-Champaign. Seine Mutter hatte einen ländlicheren Hintergrund: Ihr Vater baute in Maine Kartoffeln an. Ein Stipendium ermöglichte es ihr, in einem Internat den Highschool-Abschluss zu machen. Sie studierte dann am Mount Holyoke College Englisch, machte nach ihrer Heirat den Master in Englisch und begann Englisch am Parkland College in Champaign zu unterrichten, als Wallace zehn Jahre alt war. Seine Leidenschaft für perfekte Grammatik und Wahl treffender Wörter führt David Foster Wallace auch während des Jahrzehnts, in dem das Verhältnis zu seiner Mutter sehr distanziert war, auf ihren Einfluss zurück.
Sally Fosters Enthusiasmus für grammatisch korrekte Sprache konnte extreme Formen annehmen: Wenn während des Abendessens eines der Familienmitglieder einen grammatischen Fehler machte, hüstelte sie leise, bis der Sprecher seinen Fehler bemerkte, und sie protestierte in Supermärkten, wenn sie über der Express-Kasse das Schild „Express lane: Ten items or less“ sah, weil für zählbare Dinge fewer verwendet werden müsste. Mit genauso großer Leidenschaft erfand sie Wörter für Dinge, die die englische Sprache nicht benannte. So bezeichnete sie zum Beispiel mit „Greebles“ die Flusen, die nackte Füße ins Bett tragen. In der Figur der Avril Incandanza, der Mitbegründerin der „Militanten Grammatiker von Massachusetts“, porträtierte Wallace in Unendlicher Spaß auch seine Mutter.

### Kindheit und Jugend
Wallace bezeichnet seine Kindheit als glücklich und durchschnittlich. Bücher spielten in seiner Kindheit eine große Rolle: Er war begeisterter Leser der Hardy Boys, einer Kriminalromanserie für Jugendliche, des Zauberers von Oz, der Bücher von P. G. Wodehouse und von Dune, einer Science-Fiction-Romanserie von Frank Herbert. Eine nicht minder große Rolle spielte das Fernsehen. Gemeinsam mit seiner Familie sah er Serien wie Mary Tyler Moore, All in the Family und M*A*S*H. Mit zwölf Jahren gaben ihm seine Eltern einen eigenen Schwarz-Weiß-Fernseher, und er verbrachte so viel Zeit mit Serien wie Hogan’s Heroes und Raumschiff Enterprise, dass es bei seinen Eltern immer größere Besorgnis erregte. Wallace bezeichnet in einem Interview diese Tätigkeit intensiven Fernsehens als eine schizophrene Erfahrung in seiner Jugend.
Kurz vor seinem Tod gab Wallace in einer Zusammenfassung seiner Krankheitsgeschichte an, dass er den ersten Depressionsschub im Alter von neun oder zehn Jahren durchlebt habe. Weder seine Eltern noch seine Schwester konnten sich nach seinem Tod an solch eine frühe depressive Phase erinnern. Wallace empfand sich immer mehr als unbedeutend und unattraktiv, hatte das Gefühl, den Erwartungen seiner Eltern nicht zu genügen, und litt darunter, dass er stark schwitzte. Nach Ansicht seines Biografen D. T. Max waren es letztlich Tennis und Marihuana, die ihm halfen, die Highschoolzeit durchzustehen. Er war der Erste unter seinen Schulkameraden, der anfing, Tennis zu spielen, und schaffte es im Alter von 14 Jahren bis auf Rang 17 der regionalen Junior-Liga. In einem 1990 veröffentlichten Essay über seine Erfahrungen als Tennisspieler gab er jedoch selbstkritisch zu, dass seine Begabung in diesem Sport begrenzt gewesen sei:

„Meine Tändelei mit Tennisexzellenz hatte weit mehr mit einer bizarren Neigung zu intuitiver Mathematik und mit der kleinstädtischen Umgebung zu tun, in der ich lernte und trainierte, als mit sportlichem Talent. Selbst gemessen an den Maßstäben einer Junior-Liga, in der jeder ein vielversprechendes Talent ist, war ich ein ziemlich unbegabter Tennisspieler. Meine Koordination war o.k., aber ich war weder groß noch schnell, hatte beinahe eine Hühnerbrust, Handgelenke, die so schmal waren, dass ich sie mit Daumen und kleinem Finger umspannen konnte, und ich konnte einen Tennisball nicht härter oder genauer spielen als die meisten Mädchen in meiner Altersklasse. Aber ich war in der Lage, ‚mit dem ganzen Platz zu spielen‘.“

 Diese Fähigkeit beruhte darauf, dass der mathematisch hochbegabte Wallace bei seinem Spiel intuitiv Aufschlagswinkel erfassen und auch die Einwirkung des in Illinois stets wehenden Winds einbeziehen konnte. Als nicht weniger bedeutsam schätzte er seine – in seinen Worten zengleiche – Akzeptanz der zufälligen Einflüsse des Windes und der Qualität des Tennisplatzes auf das Spielergebnis ein, die begabtere Tennisspieler als ihn so aufregten, dass sie gegen Ende eines Matches unkonzentriert spielten. Tennis war in den 1970er Jahren in Illinois eine noch weitgehend exotische Sportart, die nur von wenigen Jugendlichen betrieben wurde, und unter diesen Jugendlichen fand er Freunde, denen er ein Leben lang verbunden blieb. In der 9. Klasse wurde er Mitglied des Tennisteams seiner Highschool, das in einer Zeit, in der Tennisspieler noch überwiegend weiß gekleidet spielten, seinen Outsider-Status durch das Tragen von Bandanas, abgeschnittenen T-Shirts und bunten Schnürsenkeln betonte.
Marihuana war zwar eine illegale Droge, jedoch im Mittleren Westen gegen Ende der 1970er Jahre überall einfach zu beschaffen und weitgehend toleriert. Die Eltern nahmen es hin, dass Wallace nach der Schule zunächst Marihuana rauchte, bevor er sich an seine Hausaufgaben machte. Dazu trug möglicherweise auch bei, dass seine ungewöhnliche Begabung immer deutlicher wurde. Gleichzeitig nahmen Panikattacken zu, die mit starkem Schwitzen einhergingen, das er zu verbergen suchte, indem er stets seinen Tennisschläger und ein Handtuch bei sich trug, um so zu suggerieren, dass er nur deshalb so stark schwitze, weil er gerade vom Sport komme. Seinen Eltern waren das Ausmaß und die Bedeutung dieser Panikattacken nicht klar. Sie gestatteten ihm jedoch, zu Hause zu bleiben, wenn er sich außerstande fühlte, zur Schule zu gehen, und hofften, dass sie enden würden, sobald er zu studieren beginnen würde. Gelegentliche Wutausbrüche, die im Nachhinein als Symptom seiner schweren Depressionen erklärbar sind, waren zu sporadisch, um als Symptome psychischer Störungen erkannt zu werden.

### Studium

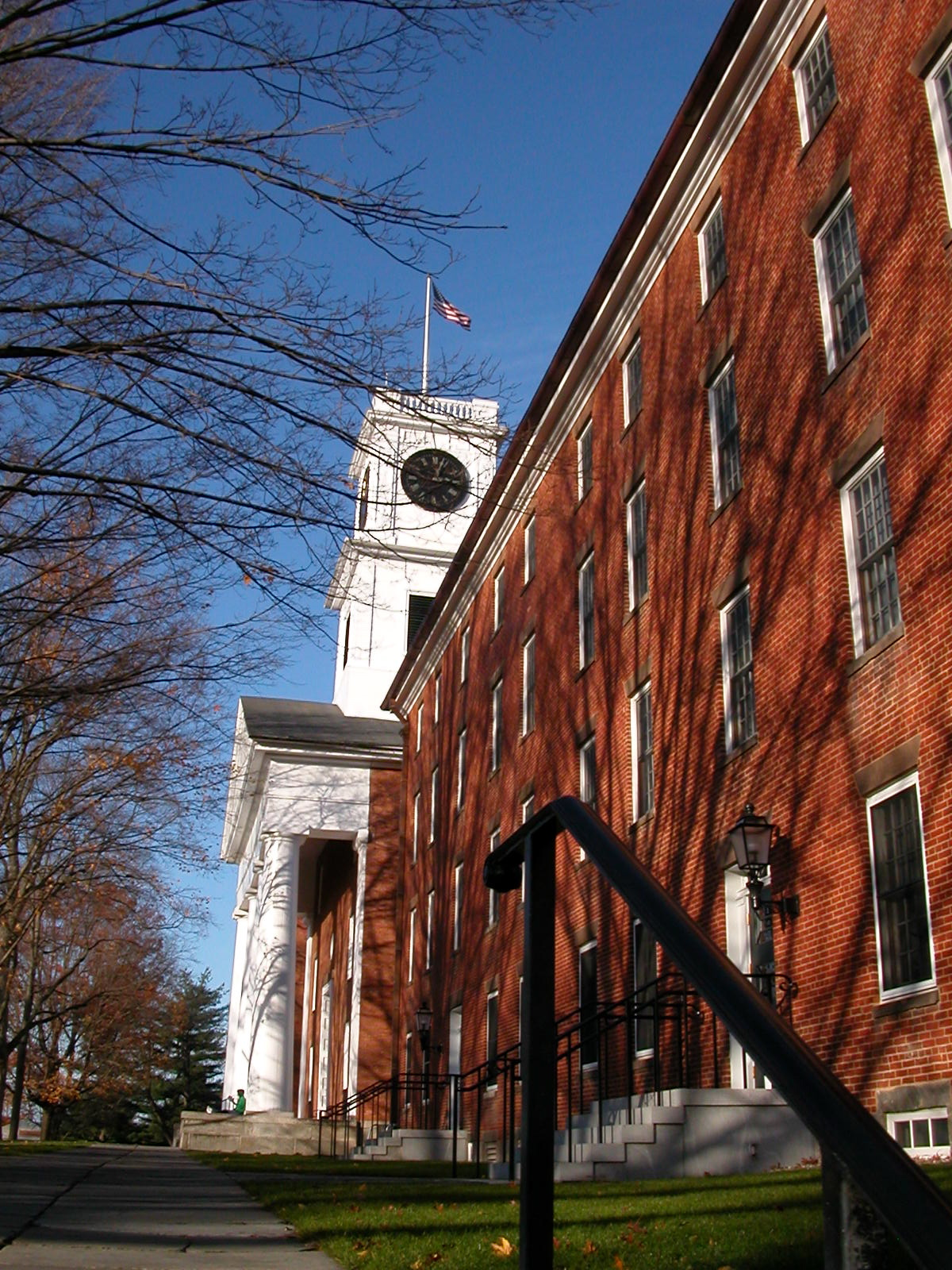
Amherst College: Die Studentenwohnheime College Row im typischen Backsteinstil

Wie schon sein Vater studierte Wallace ab Herbst 1980 am renommierten Amherst College, zunächst Logik, Philosophie und Mathematik. Seine ungewöhnlichen intellektuellen Fähigkeiten zeigten sich auch am College. Nach seinem ersten Studienjahr erhielt er einen Preis als Student mit dem besten Notendurchschnitt. Er blieb zunächst ein Außenseiter, fand aber während des zweiten Semesters in Mark Costello einen lebenslangen Freund, der einen ähnlichen Hintergrund wie er hatte und unter dessen Einfluss er sich in Amherst einlebte. Gegen Ende des dritten Semesters machte Wallace allerdings erneut eine depressive Phase durch. Einer seiner Professoren erfasste die Situation und stellte sicher, dass Wallace einen Therapeuten aufsuchte. Wenig später unterbrach Wallace sein Studium und kehrte zu seinen Eltern zurück. Erst im Herbst 1982 hatte er sich so weit erholt, dass er das Studium wieder aufnehmen und unverändert hervorragende Noten erzielen konnte. Gemeinsam mit Costello ließ er das satirische College-Magazin Sabrina aufleben, dessen Vorbild der Harvard Lampoon war. Ähnlich wie durch seine Erfolge als Tennisspieler fand er durch die Arbeit für das Magazin eine kleine Gruppe Gleichgesinnter. Einer seiner Freunde aus dieser Zeit erinnert sich, dass ihre Unterhaltungen zwischen Themen wie Wittgenstein, dem New Deal, aktueller Politik, mathematischer Logik, scharfen Mädchen und Immanuel Kant hin und her sprangen. Unverändert häufig rauchte Wallace Marihuana. Einem seiner Freunde riet er von anderen Drogen ab:

„Nimm kein LSD und nimm kein Kokain, denn die sind gefährlich und teuer, in dieser Reihenfolge... Pilze machen Spaß, sie bringen dich zum Kichern und sorgen dafür, dass du dich für smarter hältst, als du bist -- was für eine Weile ganz lustig ist.“

Nach wie vor war Wallace ein intensiver Leser, der fast alles, was in den Bücherregalen seiner Eltern stand, aufnahm. Die beiden Autoren, die bewirkten, dass sich Wallace ernsthafter mit den Möglichkeiten von Literatur auseinandersetzte, waren Donald Barthelme und Thomas Pynchon, beide bedeutende Vertreter der US-amerikanischen Postmoderne. Insbesondere der Einfluss von Pynchons Roman The Crying of Lot 49 (dt.: Die Versteigerung von No. 49) kann nach Auffassung von Wallace’ Biograf Max nicht hoch genug geschätzt werden. Pynchons Roman nimmt Bezug auf die Popkultur (TV-Shows, Thriller), die die US-Kultur prägt. Die Ironie und der Witz von Pynchons Stil entsprachen auch dem, was Wallace und Costello mit ihrem Hochschulmagazin Sabrina erreichen wollten.

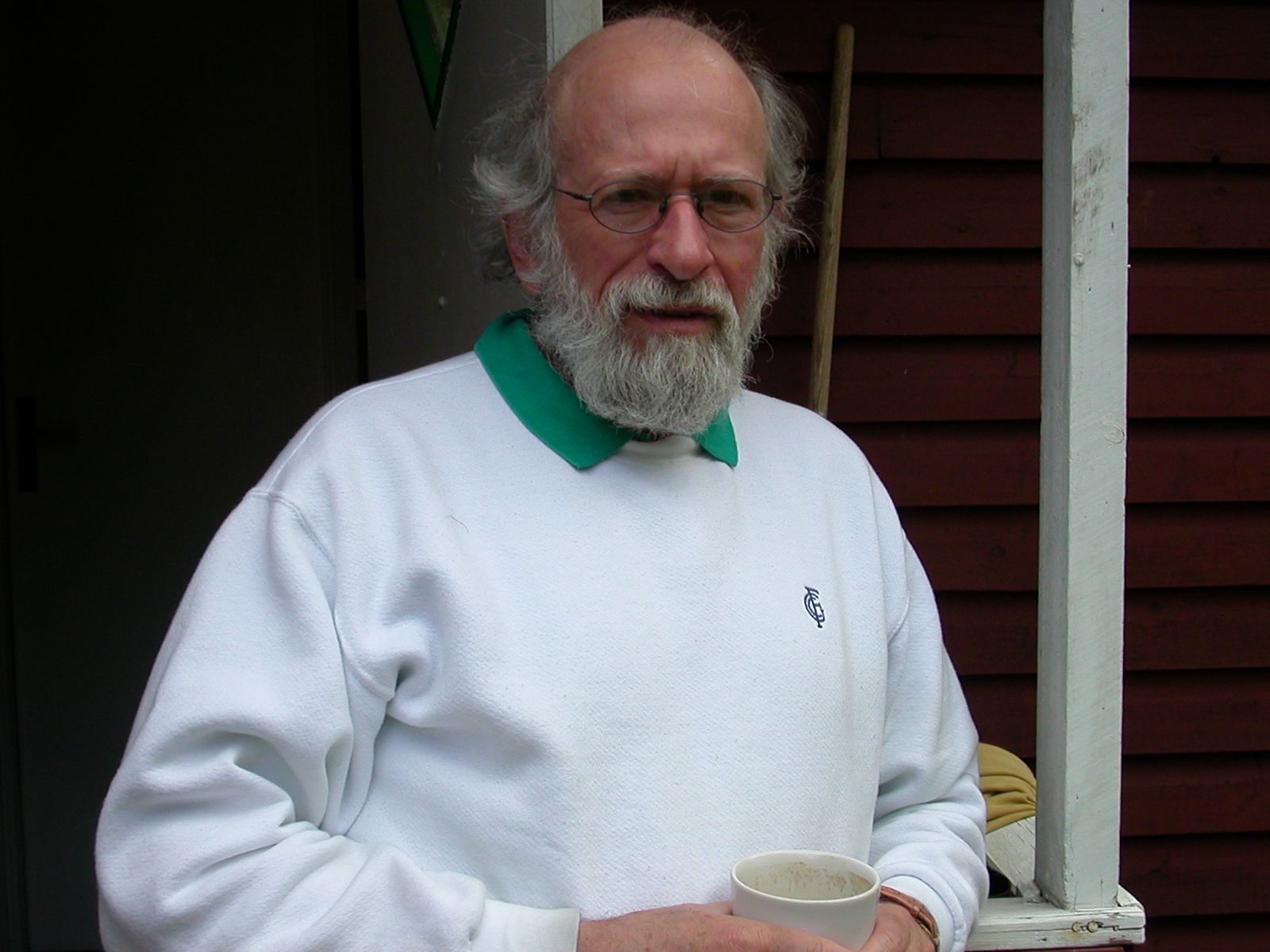
Alan Lelchuk

Im Spätsommer 1983 durchlebte Wallace erneut eine Phase der Depression und bekam Tofranil verschrieben, das ihn aber apathisch machte. Er zog sich immer mehr zurück und begann über Selbstmord nachzudenken. Im Herbst unterbrach er erneut sein Studium, obwohl er gerade ein Stipendium als vielversprechendster Philosophiestudent gewonnen hatte, das er jetzt zurückzahlen musste. Unter dem Einfluss seines Therapeuten wurde ihm bewusst, dass er an einer endogenen Form der Depression litt, die ihn sein Leben lang begleiten werde. In dieser Zeit entstand eine der ersten Kurzgeschichten, die bereits Merkmale aufweist, wie sie für die späteren Werke charakteristisch sind. The Planet Trillaphon as It Stands in Relation to the Bad Thing enthält in der Schilderung der Erfahrungen eines depressiven Studenten zahlreiche autobiografische Bezüge und wurde nach Wallace’ Rückkehr ans College in der Amherst Review, dem Literaturmagazin von Amherst, veröffentlicht. Am College belegte er jetzt vorwiegend Literaturkurse. Am einflussreichsten wurde ein Seminar in Kreativem Schreiben, das von dem Schriftsteller Alan Lelchuk gegeben wurde. Lelchuk, ein dem Realismus verpflichteter Autor, war zwar nicht begeistert von den Arbeiten, die Wallace ihm vorlegte, gestand ihm aber ein ungewöhnliches Talent zu.
1985 schloss Wallace das Studium am Amherst College ab und erhielt sowohl in Philosophie als auch in Literatur summa cum laude. Seine Bachelorarbeit über Modallogik brachte ihm den Gail Kennedy Memorial Prize ein. Aus seiner Examensarbeit zur englischen Literatur entwickelte er später seinen ersten Roman mit dem Titel The Broom of the System (Der Besen im System). Die Arbeit daran hatte ihm außerdem klargemacht, dass Schreiben das war, was er in Zukunft tun wollte.

### University of Arizona
Während seines letzten Jahres am Amherst College hatte Wallace sich für mehrere Graduiertenstudiengänge im Bereich Kreatives Schreiben beworben, bei denen er einen Master of Fine Arts (MFA) erwerben konnte. Wallace war sich bewusst, dass er auf Grund seines fragilen gesundheitlichen Zustands auf eine Krankenversicherung angewiesen war, und die einzige Form der Arbeit, die für einen Schriftsteller mit einer Krankenversicherung verbunden war, war Unterrichten, und um unterrichten zu können, benötigte er einen MFA. Wallace’ Bewerbungen wurden von mehreren Universitäten angenommen, darunter auch von der University of Iowa, an der eines der renommiertesten Programme in Kreativem Schreiben unterrichtet wurde. Die Universität von Iowa war jedoch auch bekannt dafür, einen sehr spezifischen Schreibstil zu unterrichten. Die University of Arizona hatte Wallace dagegen zugesichert, dass sie Wert auf literarische Vielfalt legte, und ihm außerdem ein Stipendium von jährlich 8000 US-Dollar in Aussicht gestellt. Bevor er jedoch das Graduiertenstudium antreten konnte, erlitt er einen erneuten Zusammenbruch. Seine Eltern lieferten ihn in eine psychiatrische Klinik ein, wo die Ärzte zu dem Schluss kamen, dass Wallace atypisch manisch depressiv sei. An einer atypischen Depression zu leiden, deren wesentliche Charakteristiken eine ungewöhnliche Sensibilität für soziale Ausgrenzung, aber auch eine schnelle Erholung sind, sobald sich die Lebensumstände verändern, war in Wallace’ Augen eine willkommene Diagnose. Die Ärzte verschrieben ihm Nardil, ein Medikament, dessen Einnahme mit einer strengen Diät einhergeht: Verzicht auf Alkohol, Kaffee, Schokolade, Hotdogs, Leber und eine Reihe von Käsesorten.

### Wirken
1987 beendete Wallace das Studium an der University of Arizona mit dem Master in Kreativem Schreiben. Das an der Harvard University begonnene Promotionsstudium in Philosophie brach er 1992 ab, um einen Lehrauftrag an der Illinois State University anzunehmen. Seit 2002 lehrte er als Professor für englische Literatur und Creative Writing am Pomona College in Claremont, Kalifornien.
1997 war er MacArthur Fellow.

### Krankheit und Tod
Am 12. September 2008 nahm sich Wallace in seinem Haus in Claremont das Leben, indem er sich an einem Balken erhängte. Sein Vater erklärte der Presse, sein Sohn habe seit 20 Jahren an schweren Depressionen gelitten und sei nur mit Hilfe von Medikamenten in der Lage gewesen, zu arbeiten. Angesichts der Nebenwirkungen habe er die Medikamente jedoch nach Absprache mit seinem Arzt vorübergehend abgesetzt und sich im Sommer 2008 in einem Krankenhaus alternativ einer Elektrokrampftherapie unterzogen, die aber nicht zu einer Besserung führte. Schließlich erzielte auch der erneute Versuch einer medikamentösen Behandlung nicht mehr die von Wallace gewünschten Resultate. Sein Vater äußerte die Vermutung, er habe seinen Zustand zuletzt nicht mehr ausgehalten.

## Schreiben
Mit dem postmodernen Roman Unendlicher Spaß (Infinite Jest) gelang Wallace 1996 der Durchbruch als Romanautor. Das Werk wurde aufgrund seiner Komplexität lange Zeit nicht ins Deutsche übersetzt. Erst Ulrich Blumenbach nahm die Herausforderung an, das anspruchsvolle Werk ins Deutsche zu übertragen. Er benötigte dafür sechs Jahre, und 2009 erschien seine Übersetzung. Blumenbach erhielt dafür 2010 den Preis der Leipziger Buchmesse.
Wallace, der zunächst durch Romane bekannt wurde, wandte sich in seinen letzten Lebensjahren von dieser Gattung ab. 2003 veröffentlichte er ein Sachbuch über den deutschen Mathematiker Georg Cantor. Danach schrieb er noch einen Band mit Erzählungen (Oblivion, 2004) sowie einen Band mit Essays (Consider the Lobster and Other Essays, 2005), bevor er drei Jahre vor seinem Tod literarisch verstummte. In seinem Nachlass fand sich ein Romanfragment mit dem Titel The Pale King, das im April 2011 posthum veröffentlicht wurde. Das Buch war 2012 für den Pulitzer-Preis nominiert. Die Jury konnte sich allerdings nicht auf einen der drei Finalisten einigen, sodass der Preis 2012 nicht vergeben wurde. An der Übersetzung arbeitete Ulrich Blumenbach seit August 2011, die deutsche Fassung Der bleiche König erschien am 7. November 2013.
Wallace’ Texte fallen durch Wortreichtum und durch komplexe Syntax auf. Die radikale, ironische, oft das Absurde unterstreichende Schreibweise wurde mit der von James Joyce und Thomas Pynchon verglichen. In den Texten geht es oft um die Identitätssuche des modernen Menschen, den Wunsch des Individuums nach Kommunikation, Zugehörigkeit und Lebensinhalt. Dabei zeigt Wallace ein ausgeprägtes Gespür für den Jargon des Alltags. Es gelingt ihm, das alltägliche verbale Dauerfeuer aus Informationen und Soundbites, das aus den unterschiedlichsten Medien auf den Menschen einprasselt, literarisch so zu verarbeiten, dass dessen Bedeutungsarmut sinnfällig wird. Typisch für Wallace’ Stil ist auch der massive Einsatz von Fußnoten.
David Ulin, Literaturkritiker der Los Angeles Times, nannte Wallace in einem Artikel nach dessen Suizid „einen der einflussreichsten und innovativsten Schriftsteller der letzten 20 Jahre.“
Andreas Borcholte charakterisierte in einem Nachruf für den Spiegel Wallaces Romane, Erzählungen und Essays als das intellektuell und künstlerisch Verwegenste, was die moderne US-Literatur in den vergangenen Jahren hervorgebracht habe.
Der Nachlass von David Foster Wallace befindet sich im Harry Ransom Center an der University of Texas at Austin.

## Werke (Auswahl)

### Romane
- 1987: The Broom of the System. Viking Penguin, New York
  - Deutsch: Der Besen im System. Übers. Marcus Ingendaay. Kiepenheuer & Witsch, Köln 2004, ISBN 3-462-03407-3
- 1996: Infinite Jest. A Novel. Little, Brown and Company, Boston
  - Deutsch: Unendlicher Spaß. Übers. Ulrich Blumenbach. Kiepenheuer & Witsch, Köln 2009, ISBN 978-3-462-04112-5
- 2011: The Pale King. An Unfinished Novel. Little, Brown and Company, New York. ISBN 978-0-316-07423-0
  - Deutsch: Der bleiche König. Übers. Ulrich Blumenbach. Kiepenheuer & Witsch, Köln 2013, ISBN 978-3-462-04556-7

### Kurzgeschichten (Sammlungen)
- 1989: Girl with Curious Hair. Stories. Norton, New York
  - 1. Deutsch: Kleines Mädchen mit komischen Haaren – Stories. (Auswahl) Übers. Marcus Ingendaay. Kiepenheuer & Witsch, Köln 2001, ISBN 3-462-02975-4
  - 2. Deutsch: Alles ist grün: Stories. Übers. Ulrich Blumenbach. Kiepenheuer & Witsch, Köln 2011, ISBN 978-3-462-04327-3 (Rezension der Übersetzung, in ReLÜ, Rezensionen online, 13, 2012, von Daniel Graf)
- 1999: Brief Interviews with Hideous Men. Little, Brown and Company, Boston.
  - Deutsch: Kurze Interviews mit fiesen Männern. Übers. Marcus Ingendaay. Kiepenheuer & Witsch, Köln 2002, ISBN 3-462-03079-5
- 2004: Oblivion. Stories. Little, Brown and Company, New York
  - 1. Deutsch: In alter Vertrautheit. Übers. Ulrich Blumenbach, Marcus Ingendaay. Kiepenheuer & Witsch, Köln 2006, ISBN 3-462-03727-7
  - 2. Deutsch: Vergessenheit. Übers. Ulrich Blumenbach, Marcus Ingendaay. Kiepenheuer & Witsch, Köln 2008, ISBN 3-462-03974-1

### Essays (Sammlungen)
- 1997: A Supposedly Fun Thing I’ll Never Do Again: Essays and Arguments.
  - Titelessay auf Deutsch erschienen als: Schrecklich amüsant – aber in Zukunft ohne mich. Aus dem amerikanischen Englisch übersetzt von Marcus Ingendaay (= Marebibliothek. Bd. 1). Marebuch, Hamburg 2002, ISBN 3-936384-00-2 (Taschenbuch-Ausgabe: Goldmann, München 2006, ISBN 978-3-442-54229-1).
  - Neuausgabe der Übersetzung von 2002 mit 22 Illustrationen von Chrigel Farner und einem Werkstattgespräch zwischen dem Illustrator und Isa Alster: Büchergilde Gutenberg, Frankfurt am Main/Wien/Zürich 2018, ISBN 978-3-7632-6924-2.
- 2005: Consider the Lobster and Other Essays.
  - Titelessay auf Deutsch erschienen als: Am Beispiel des Hummers., Übers. Marcus Ingendaay. Arche, Hamburg 2009, ISBN 978-3-7160-2611-3
- 2012: Both Flesh and Not.
  - Deutsch: Der Spaß an der Sache: Alle Essays., Deutsche Zusammenstellung aller Essays der drei englischsprachigen Sammelbände, Übers. Ulrich Blumenbach und Marcus Ingendaay. Kiepenheuer & Witsch, Köln 2018, ISBN 978-3-462-04989-3; Rezension von Guido Graf im Deutschlandfunk Büchermarkt - Buch der Woche vom 4. November 2018
- 2016: String theory: David Foster Wallace on tennis

### Sonstiges
- 1984: The Planet Trillaphon As It Stands In Relation To The Bad Thing. In: The Amherst Review (Studentenzeitschrift)
  - Deutsch: Der Planet Trillaphon im Verhältnis zur Üblen Sache. Deutsch von Ulrich Blumenbach; Kiepenheuer & Witsch, Köln 2015, ISBN 978-3-462-04749-3. (Zweisprachige Taschenbuchausgabe)
- 1990: Signifying Rappers: Rap and Race In the Urban Present (mit Mark Costello)
  - Deutsch: Signifying Rappers: Warum Rap, den Sie hassen, nicht Ihren Vorstellungen entspricht, sondern scheißinteressant ist und wenn anstößig, dann bei dem, was heute so abgeht, von nützlicher Anstößigkeit. Übers. Ulrich Blumenbach, Maria Hummitzsch. KiWi-Taschenbuch 2014, ISBN 978-3-462-04702-8
- 2003: Everything and More: A Compact History of Infinity.
  - Deutsch: Georg Cantor: Der Jahrhundertmathematiker und die Entdeckung des Unendlichen, Übers. Helmut Reuter und Thorsten Schmidt. Piper, München 2007, ISBN 3-492-04826-9
- 2009: This is Water: Some Thoughts, Delivered on a Significant Occasion, about Living a Compassionate Life (Ansprache vor Studenten von 2005)
  - Deutsch: Das hier ist Wasser / This Is Water. Übers. Ulrich Blumenbach. Kiepenheuer & Witsch, Köln 2012, ISBN 978-3-462-04418-8
- 2010: Fate, Time, and Language: An Essay on Free Will (Erstveröffentlichung der Abschlussarbeit als Philosophiestudent in Amherst über Richard Taylor, inkl. anderer Artikel über Wallace und Taylor)

### Biografien
- David T. Max: Every Love Story is a Ghost Story. A Life of David Foster Wallace. Granta Publications, London 2012, ISBN 978-1-84708-494-1.
  - Deutsche Ausgabe: Jede Liebesgeschichte ist eine Geistergeschichte: David Foster Wallace. Ein Leben. Aus dem Englischen von Eva Kemper. Kiepenheuer & Witsch, Köln 2014, ISBN 978-3-462-04671-7.

### Übersichten
- Marshall Boswell: Understanding David Foster Wallace. University of South Carolina Press, Columbia 2003, ISBN 1-57003-517-2.
- Stephen J. Burn und Mary K. Holland (Hrsg.): Approaches to Teaching the Works of David Foster Wallace, The Modern Language Association of America, New York 2019, ISBN 978-1-60329-391-4.
- Ralph Clare: The Cambridge Companion to David Foster Wallace. Cambridge University Press, Cambridge/New York 2018, ISBN 978-1-108-45177-2.
- Iannis Goerlandt, Luc Herman: David Foster Wallace. In: Post-war Literatures in English: A Lexicon of Contemporary Authors. 56 (2004), 1-16; A1-2, B1-2.
- James Rother: Reading and Riding the Post-Scientific Wave. The Shorter Fiction of David Foster Wallace. In: Review of Contemporary Fiction 13.2 (1993), ISBN 1-56478-123-2, S. 216–234.

### Studien
- Clare Hayes-Brady: The Unspeakable Failures of David Foster Wallace: Language, Identity, and Resistance. Bloomsbury Academic, New York/London 2017, ISBN 978-1-5013-3584-6.
- Lukas Hoffmann: Postirony: The Nonfictional Literature of David Foster Wallace and Dave Eggers, transcript Verlag, Bielefeld 2016, ISBN 978-3-8376-3661-1.
- Tom LeClair: The Prodigious Fiction of Richard Powers, William Vollmann, and David Foster Wallace. Critique: Studies in Contemporary Fiction. 38.1 (1996), S. 12–37
- Frank Louis Coffi: An Anguish Becomes Thing: Narrative as Performance in David Foster Wallace’s Infinite Jest. Narrative. 8.2 (2000), 161-181
- Catherine Nichols: Dialogizing Postmodern Carnival: David Foster Wallace’s Infinite Jest. Critique: Studies in Contemporary Fiction. 43.1 (2001), S. 3–16
- Stephen Burn: Generational Succession and a Source for the Title of David Foster Wallace’s The Broom of the System. Notes on Contemporary Literature 33.2 (2003), 9-11
- Stephen Burn: David Foster Wallace’s Infinite Jest: A Reader’s Guide. Continuum, New York, London 2003, ISBN 0-8264-1477-X
- Stephen J. Burn: David Foster Wallace's Infinite Jest: A Reader’s Guide. 2. Auflage. Bloomsbury Academic, London/New York 2012, ISBN 978-1-4411-5707-2.
- Michael Harris: A Sometimes Funny Book Supposedly about Infinity: A Review of 'Everything and More' . Notices of the AMS. 51.6 (2004), S. 632–638 (pdf-Volltext)
- Iannis Goerlandt: Put the book down and slowly walk away: Irony and David Foster Wallace's Infinite Jest. Critique: Studies in Contemporary Fiction 47.3 (2006), S. 309–328.
- Iannis Goerlandt: Still steaming as its many arms extended: Pain in David Foster Wallace's Incarnations of Burned Children. Sprachkunst 37.2 (2006), S. 297–308
- Iannis Goerlandt: Fußnoten und Performativität bei David Foster Wallace. Fallstudien. Am Rande bemerkt. Anmerkungspraktiken in literarischen Texten. Kulturverlag Kadmos – Ed. Bernhard Metz & Sabine Zubarik, Berlin 2008, S. 387–408

### Interviews
- Stephen J. Burn (Hrsg.): Conversations with David Foster Wallace. University Press of Mississippi, Jackson 2012, ISBN 978-1-61703-227-1.
- David Lipsky: Although of Course You End Up Becoming Yourself: A Road Trip with David Foster Wallace. Broadway Books/Random House, New York 2010, ISBN 978-0-307-59243-9.
- Larry McCaffery: An Interview with David Foster Wallace. Review of Contemporary Fiction. 13.2 (1993), 127-150, ISBN 1-56478-123-2.
- Laura Miller: The Salon Interview: David Foster Wallace. Salon 9 (1996).
- The Usage Wars. Radiointerview mit David Foster Wallace und Brian Garner. Für The Connection (30. März 2001).
- Michael Goldfarb: David Foster Wallace. Radiointerview für The Connection am 25. Juni 2004.
- David Foster Wallace: The Last Interview and Other Conversations. Melville House Publishing, Brooklyn NY/London 2018, ISBN 978-1-61219-741-8.
- David Foster Wallace und Bryan A. Garner: Quack This Way. RosePen Books, Dallas, Texas 2013, ISBN 978-0-9911181-1-3.

## Transmediale Übertragungen

### Theater
- Bei der Produktion Unendlicher Spaß – 24 Stunden durch den utopischen Westen des Hebbel am Ufer Berlin, einer 24-Stunden-Marathon-Performance nach dem Roman Unendlicher Spaß, gab es 2012 eine Aufteilung in acht stadträumliche Teilorte, deren Regie jeweils von Anna Viebrock, Gob Squad, She She Pop, Peter Kastenmüller, Richard Maxwell, Anna-Sophie Mahler, Philippe Quesne und Jan Klata übernommen wurde.[33]

### Spielfilm
- The End of the Tour (USA 2015)

### Hörspiel
- 2016 nahmen beim deutschen Webprojekt Unendliches Spiel, produziert von WDR, BR, Deutschlandfunk u. a., 1400 Freiwillige je eine Seite des kompletten Romantextes auf. Die Sprachaufnahmen wurden zusammen mit einer eigens komponierten Musik zu einem rund 80 Stunden dauernden Hörspiel montiert.[34][35]
- Unendlicher Spaß. Ein Hörbuch als Ereignis. Live-Mitschnitt mit Harald Schmidt, Maria Schrader, Manfred Zapatka und Joachim Król, 2 CDs, Der Hörverlag, München 2010.